# Dívka v modrém
Dívka v modrém je český protektorátní film z roku 1939 natočený režisérem Otakarem Vávrou podle předlohy Felixe de la Cámara. Notář dr. Karas vezme k sobě domů do úschovy obraz představující mladou dívku. Je jí tak okouzlen, že k ní promlouvá, a dokonce ji i políbí. K jeho úžasu dívka z obrazu vystoupí a nechce se vrátit. Co si ale počne s opuštěným rámem a dívkou z masa a kostí? Humorná komedie s Oldřichem Novým.

## Základní údaje
- Námět: Felix Achille de la Cámara
- Scénář: Otakar Vávra
- Hudba: Sláva Eman Nováček
- Kamera: Jan Roth
- Režie: Otakar Vávra
- Další údaje: černobílý, 85 min, komedie
- Výroba: filmové ateliéry AB Barrandov, 1939

## Hrají
| Oldřich Nový        | Jan Karas, notář v Lučíně              |
| Lída Baarová        | Blanka z Blankerburgu – dívka v modrém |
| Bedřich Veverka     | dr. Pacovský                           |
| František Paul      | Ing. Čádek                             |
| Nataša Gollová      | paní Smutná                            |
| Růžena Šlemrová     | paní Smrčínská                         |
| Sylva Langová       | Slávinka                               |
| Antonie Nedošinská  | paní Otýlie                            |
| Jindřich Láznička   | Houžvička                              |
| František Kreuzmann | mušketýr                               |

## Dále hrají
Eman Fiala, Eliška Pleyová, Vladimír Majer, Antonín Zacpal, Josef Bělský, Jiří Vondrovič, Miloš Šubrt, František Hlavatý, Václav Pata, Eliška Pleyová, Přemysl Pražský, Bolek Prchal, Jan W. Speerger, Antonín Jirsa, Vladimír Řepa, F. X. Mlejnek, Jarmila Holmová, Jindra Hermanová, Alois Dvorský, Václav Mlčkovský, Karel Veverka, Hugo Huška, Gustav Čech